# Calleville-les-Deux-Églises
Calleville-les-Deux-Églises – miejscowość i gmina we Francji, w regionie Normandia, w departamencie Sekwana Nadmorska.
Według danych na rok 1990 gminę zamieszkiwały 303 osoby, a gęstość zaludnienia wynosiła 53 osoby/km² (wśród 1421 gmin Górnej Normandii Calleville-les-Deux-Églises plasuje się na 610. miejscu pod względem liczby ludności, natomiast pod względem powierzchni na miejscu 633.).